# CCNA
CCNA(Cisco Certified Network Associate)는 시스코의 네트워크 기술 능력을 검증하는 가장 기초적인 자격 증명이다. CCNA 인증은 어소시에이트(associate) 수준의 시스코 인증의 하나이다.
시스코의 시험은 여러 번 변경되었다. 2013년에 시스코는 발전하는 산업의 직업 역할에 맞추어 인증 및 트레이닝 교육과정을 정비하기 위해 인증 프로그램을 업데이트한다고 고지하였다. 현재 CCNA에는 각기 다른 여러 종류가 있는데, 오리지널 CCNA에 초점을 둔 "CCNA Routing and Switching" 및, 다른 종류의 CCNA는 보안, 클라우드, 협업, 보안 작업, 디자인, 데이터 센터 기술, 산업 공장, 서비스 제공자, 무선 등에 초점을 둔다.
시험의 내용은 회사 소유이다. 시스코와 학습 파트너들은 다양한 트레이닝 방식을 제공하며, 여기에는 시스코 프레스가 출판하는 책들과 "Interconnecting Cisco Network Devices"라는 제목의 온라인 및 수업 코스를 포함한다.
CCNA Routing and Switching 인증을 받으려면 시스코 시험 #200-125에서 합격점을 받거나, 아니면 "Interconnecting Cisco Network Devices" ICND1 #100-105와 ICND2 #200-105 시험에 대한 합격점을 둘 다 받아야 한다. ICND1을 통과하면 CCENT(Cisco Certified Entry Networking Technician) 인증을 부여한다. 통계 분석을 사용하여 합격점이 설정되므로 변동 가능성이 있다. 시험을 마치면 후보자들은 시험 섹션별 점수 및 합격점 등의 점수 보고를 받는다. 시스코는 시험의 질문과 합격점이 예고 없이 변경될 수 있기 때문에 시험 합격 점수를 공지하지 않는다.
200-120 CCNA는 Cisco Certified Network Associate Routing & Switching 인증과 관련된 컴포지트 시험이다. 이 시험은 중소기업의 망의 설치, 운영, 문제 해결에 필요한 지식과 기술을 시험한다. WAN으로의 연결, 네트워크 보안 구현, 네트워크 종류, 네트워크 미디어, 라우팅 및 스위칭의 근본, TCP/IP 및 OSI 모델, IP 어드레싱, WAN 기술, IOS 장치의 운영 및 구성, VLAN과의 스위치 네트워크 확장, IP 루트 결정, 액세스 목록으로 IP 트래픽 관리, P2P 연결 확립, 프레임 릴레이 연결 확립 등의 주제를 다룬다.

## 이용 가능한 시험
CCNA 인증을 받으려면 다음을 통과하여야 한다:
현재 제공되지 않는 인증
- ICND1 시험 (100-101) 및 ICND2 시험 (200-101)
- 병합된 CCNA 시험 (200-120)

새로운 인증
- ICND1 시험 (100-105) 및 ICND2 시험 (200-105)[7]
- 병합된 CCNA 시험 (200-125)

## 같이 보기
- 시스코 전문 자격